# Rocas Williams
Las rocas Williams es un grupo de islas localizadas a 9 millas al norte de las islas Flat y la bahía Holme, en la costa de la Tierra de Mac. Robertson. Están situadas en las coordenadas 67°26′S 62°46′E / -67.433, 62.767. 
Las rocas Williams fueron cartografiadas en un mapa trazado por Robert G. Dovers de las Expediciones de Investigación Antárticas Australianas Nacionales (ANARE) en 1954. Las rocas Williams fueron llamadas así por el Comité de Nombres Antárticos de Australia (ANCA) en honor a J. Williams, el ayudante del mecánico del motor diésel de la base Mawson en 1962, quien además ayudó en la triangulación de las rocas Williams y la construcción de un faro.

## Reclamación territorial
Las rocas son reclamadas por Australia como parte del Territorio Antártico Australiano, pero esta reclamación está sujeta a las disposiciones del Tratado Antártico.